# Château Malou
 (août 2025).
Le château Malou (en néerlandais : Maloukasteel) est situé dans la commune bruxelloise de Woluwe-Saint-Lambert, en Belgique ; son parc paysager borde la Woluwe.

## Histoire
Albert Preud'homme était propriétaire du domaine rural comportant une demeure de plaisance entourée d'un parc et d'étangs. À la suite de déboires financiers, le domaine a été saisi au profit du mont-de-piété et revendu aux Jésuites (1654) qui possédaient d'importantes fermes et terres de culture à proximité, comme Ten Steen ou de Roodebeek.

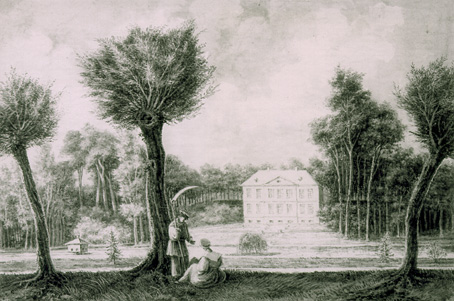
Une vue historique du château et du parc Malou de 1831.

Le domaine est situé dans une zone humide, parsemée de sources et de marécages, au confluent de la Woluwe et du Struykbeek, dévalant de la pente de Stockel. Avant la construction du château, il se composait d'une petite demeure de plaisance en bois à un étage – le speelgoed – dont les fondations ont été retrouvées en bordure de l'étang actuel, et d'un parc. D'un ordonnancement classique composé d'allées rectilignes divisant l'espace en carrés, il comprenait pas moins de cinq étangs bordés de bois s'étendant du vallon du Struykbeek jusqu'à Stockel.
Lorsque la Compagnie de Jésus est supprimée (1773), le domaine est remis en vente publique 1774 et est acquis par un banquier, Lambert de Lamberts qui rase la maison et fait construire, sur la hauteur, la demeure classique de style Louis XVI actuelle. Elle présente une façade symétrique de sept travées de fenêtres à volets sur deux niveaux, surmontée d'un fronton triangulaire sous un toit d'ardoises. La travée centrale présente, du côté de l'étang, une fenêtre en plein cintre surmontée d'une clef de voûte et, du côté de l'entrée, une porte cernée de pilastres à festons.
Au cours du siècle qui suit, le domaine passe à ses héritiers, puis à un propriétaire foncier Charles-Louis Kessel pour finir dans les mains d'un homme politique influent de l'époque orangiste, Pierre van Gobbelschroy. Il abandonne la vie politique après l'indépendance (1830) et y vit en compagnie de sa maîtresse, Marie Lesueur, une danseuse étoile d'origine française. Ils embellissent l'édifice et le parc. 
Après le suicide de Pierre Van Gobbelschroy à la suite de problèmes financiers, sa compagne cède le domaine au Notaire Van Keerbergen qui le revend deux ans plus tard à Jules Malou (1853), premier ministre catholique et vice-gouverneur de la Société générale de Belgique. Il y vit jusqu'à son décès (1886).
Au cours de ses séjours dans sa campagne, le ministre orangiste a eu le temps d'assécher les trois étangs du vallon du Struykbeek, d'agrandir l'étang principal et de tracer des chemins courbes à l'anglaise comme il est de coutume de le faire à l'époque. Humaniste et mécène, Jules Malou se préoccupe du développement social de sa commune qui lui doit la fondation de l'école de la Providence, logée en 1874 dans les locaux de l'ancienne Chancellerie, de l'orphelinat Van Meyel et du développement de l'harmonie l'Alliance, principale société d'agrément de Woluwe.
Ses descendants conservent la propriété jusqu'en 1950, date à laquelle la commune de Woluwe-Saint-Lambert en devient propriétaire. Dans les années 1960, il fut aussi un home pour garçons.

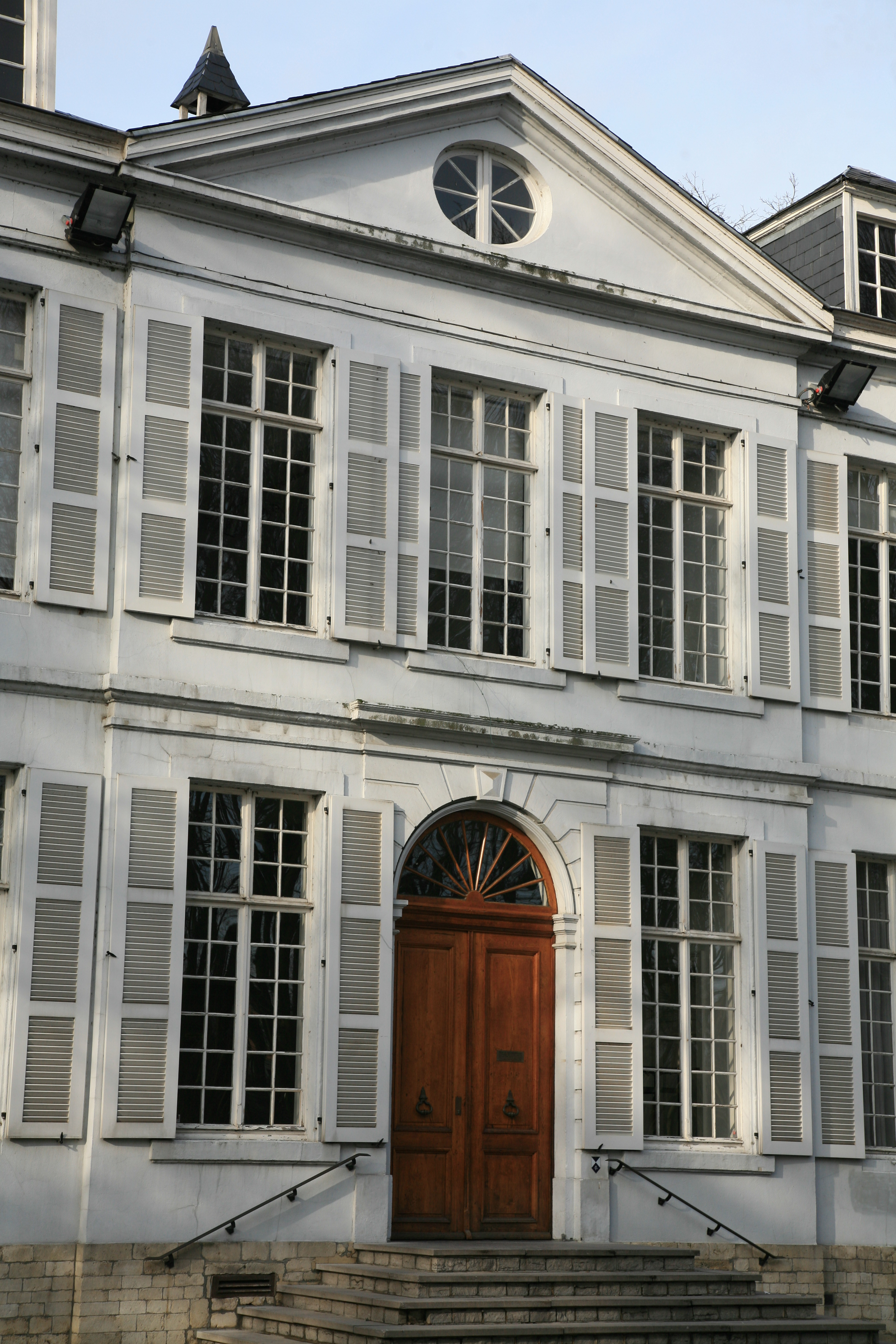
Travée d'entrée du château Malou avec son fronton.

## Restaurations successives du château
Une première phase de travaux a été réalisée au début des années 1970, sous les auspices de l'architecte Tillemant, pour y abriter la salle des mariages et une galerie de prêt d'œuvres d'art. Des expositions temporaires sont organisées dans la Médiatine, anciennes écuries du château restaurées en 1978.

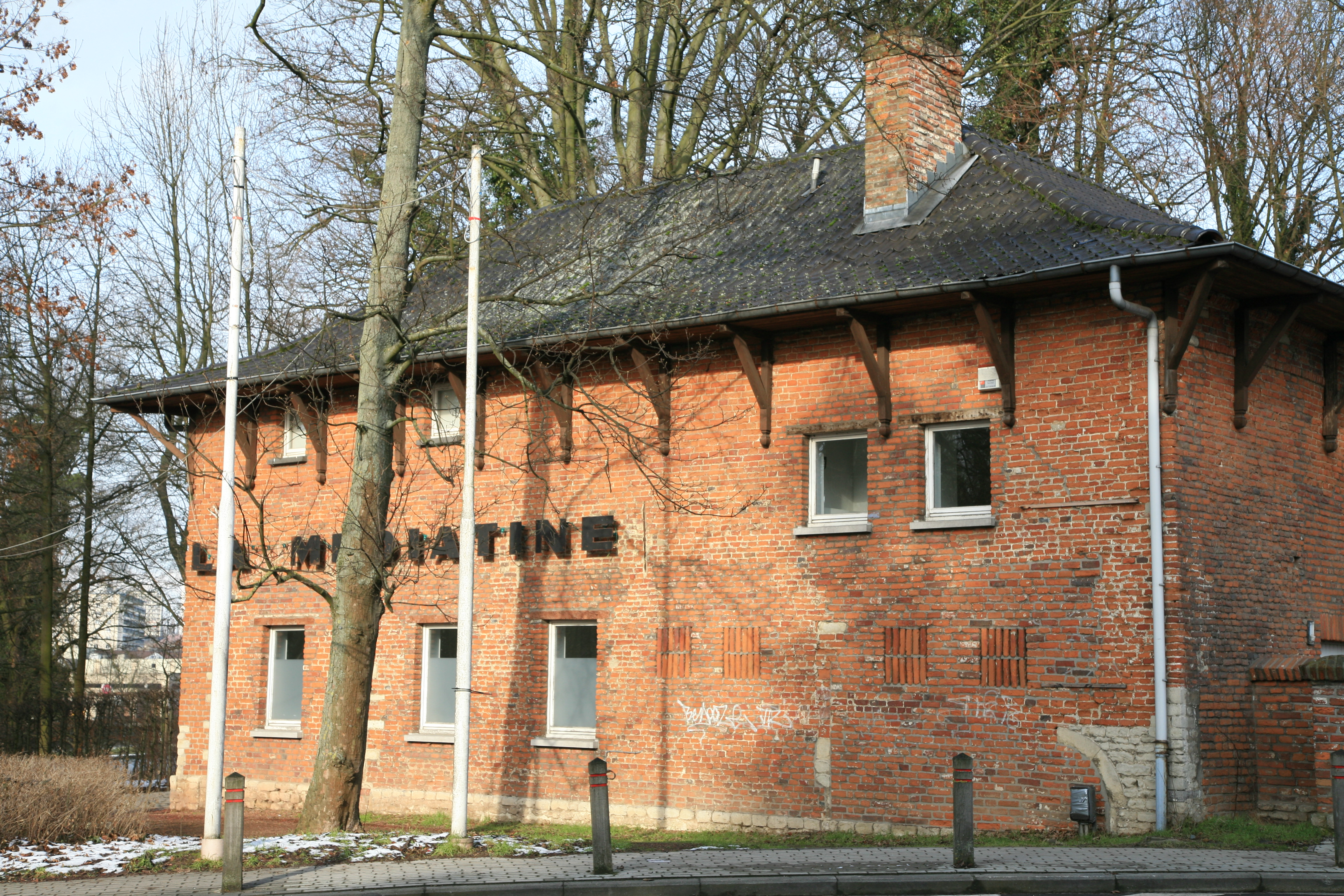
Médiatine : anciennes écuries du château Malou.

Le conseil communal a décidé, en février 2008, de lancer une seconde phase de rénovation, tant sur le plan du bâtiment lui-même (façade – châssis – isolation de la toiture) que sur le plan de l'aménagement intérieur et des équipements. Un double objectif est poursuivi : préserver l'authenticité du bâtiment et permettre une amélioration des capacités d'utilisation.

## Parc Malou

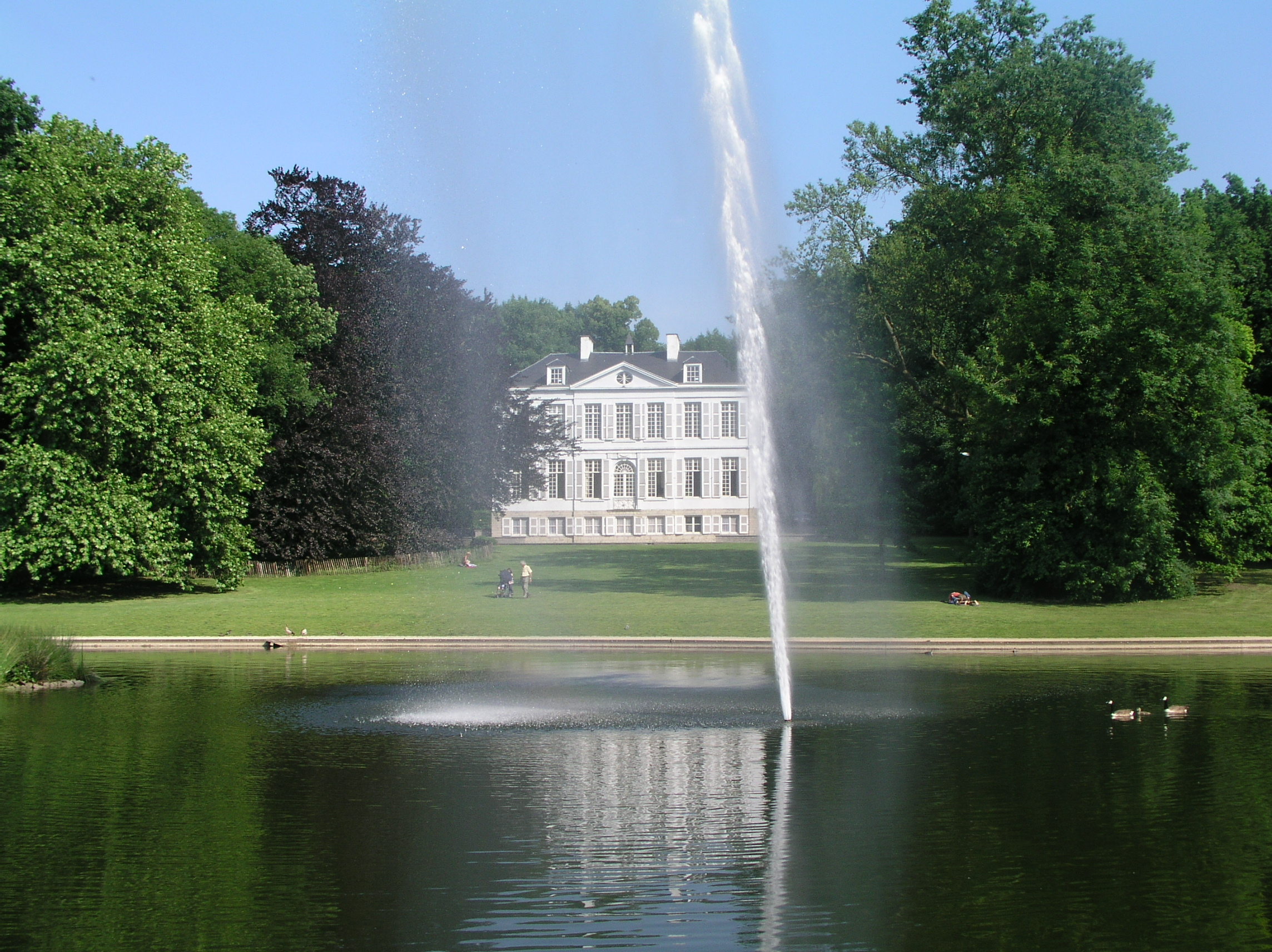
Étang, parc et château Malou.

Situé le long d'une chaîne d'espaces verts bordant le boulevard de la Woluwe, le parc Malou, est entièrement composé autour du château : l'étang, la grande pelouse qui s'étend des soubassements du château aux rives de l'étang, les grands arbres, les allées piétonnes.
Les grands arbres attestent de l'ancienneté de la propriété : hêtres pourpres, marronniers, platanes, tilleuls, érables isolés ou disposés en massif. Une charmille dont le dessin est dû à Edouard Pauquet, architecte paysagiste de la commune, dissimule le parking du château.
Dans le fond de la vallée, un nouveau lit a été tracé, en 2000, pour recueillir les eaux de la Woluwe dont le cours, détourné du pertuis souterrain situé sous le boulevard, se déverse désormais dans l'étang. À l'autre extrémité, un petit canal aménagé amène les eaux sous l'allée du Stade vers le marais du Struykbeek avant de retrouver le chenal du moulin de Lindekemale. Les arbres sont des frênes, des aulnes, des saules et des peupliers tandis que des plantes aquatiques ont été introduites dans la rivière.